# 장소영 (예술가)
장소영(영어: Jang So‑young)은 대한민국의 서양화가 겸 전 대학교수이다. 한국에서 활동하는 독창적인 추상 작가로, 드리핑(Dripping)과 액션 페인팅(Action Painting) 기법을 활용하여 생동감 넘치는 추상 작업을 이어오고 있다. 특히 한국의 동양적인 색채가 짙은 컬러와 돌가루라는 재료를 액션 페인팅 기법에 적용해, 문화예술의 선두주자, 미술계 악동, 한국의 잭슨 폴록이라는 별칭까지 얻을 정도로 파격적이고 표현 중심의 작품을 선보이고 있다.

## 학력
- 중앙대학교 일반대학원 (예술학과 박사수료)
- 중앙대학교 예술대학원 (예술학 석사 / 미술디자인학과)
- 공학사 (컴퓨터공학 전공)
- 미술학사 (미술경영학과)
- 천안 쌍용고등학교 (졸업)
- 천안 여자중학교 (졸업)
- 천안 남산초등학교 (졸업)

## 경력
- 현) 갤러리하임 대표
- 현) 천안개방교도소 교정위원
- 현) 아프리카 아시아 난민교육후원회 ADRF 홍보대사

- 전) 대구가톨릭대학교 강사
- 전) 한국장애인문화예술단체총연합회 문화예술정책위원회 전문위원
- 전) 한국문화예술위원회 예술나무운동 홍보대사(2021)
- 전) 국립박물관문화재단 박물관 미술관 주간 홍보대사(2021)
- 전) 라이센스 뉴스 칼럼니스트
- 전) 한국컬러 유니버설 디자인 협회 이사

## 방송
- 넷플릭스 ‘더 에이트쇼’ 미술 소품 제작 및 주인공(배우 천우희) 미술 지도 담당 (2024)[1]
- tvN 드라마 플레이어2: 꾼들의 전쟁 미술소품 제작 및 협찬(2024)[2]
- 국회방송 NATV 지역예술재발견 우리동네 미술관 제74회(2022)
- 국회방송 NATV 지역예술재발견 우리동네 미술관 제74회(2022)
- 영화 리미트 - 미술소품 제작 및 협찬(2022)[3]
- JTBC 다채로운 아침(2021)

## 수상
- 헤럴드경제 주최-2023 대한민국을 빛낼 인물, 브랜드 대상 수상(2023)[4]
- 국회의원 표창-문화예술 발전 부문(2023)[5]

## 전시
- ARKO 한국문화예술위원회 주관 '장소영 초대전'(2021)[6]
- 네 번째 개인전 ‘인연’(2021)[7][8]
- 세 번째 개인전 '심안여해'(2019)[9]
- 프랑스 파리 초청 전시회 ’The end and beginning’(2018)[10]
- 두 번째 개인전'감정의물결'(2018)[11]
- 첫 번째 개인전 '哀'(2017) 외 단체전 다수[12]

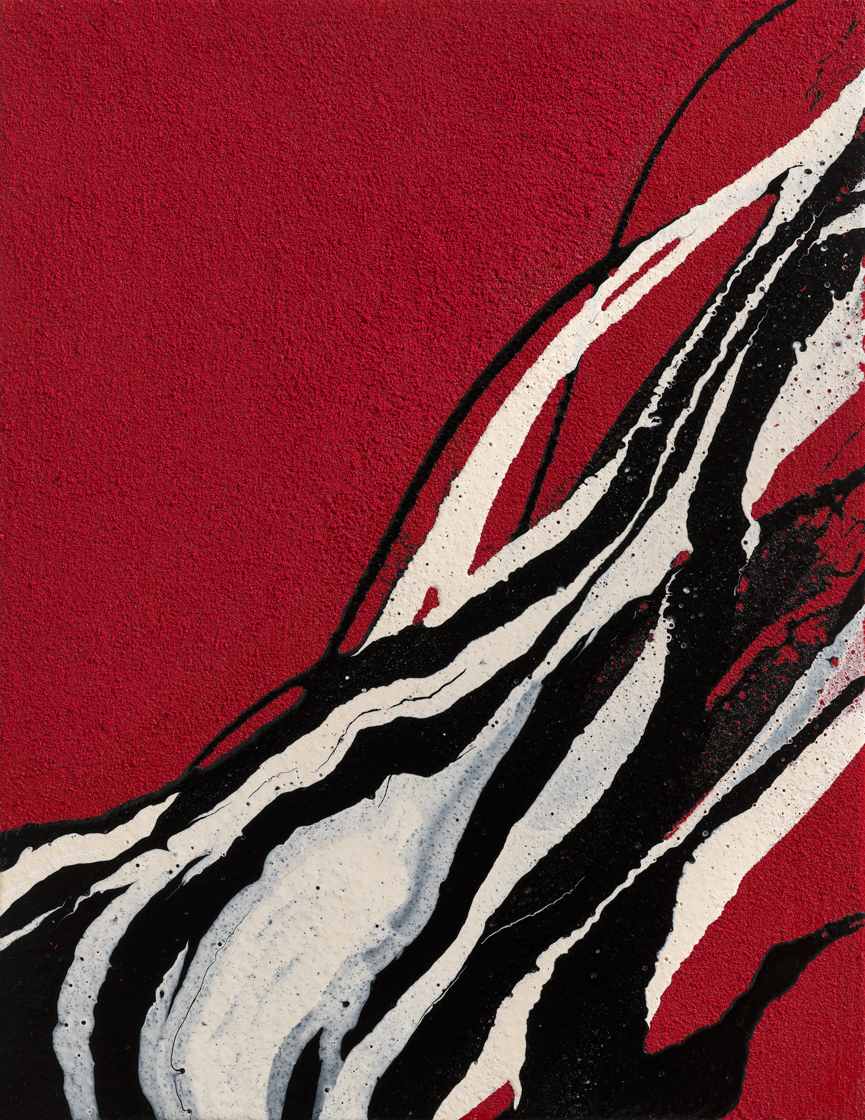
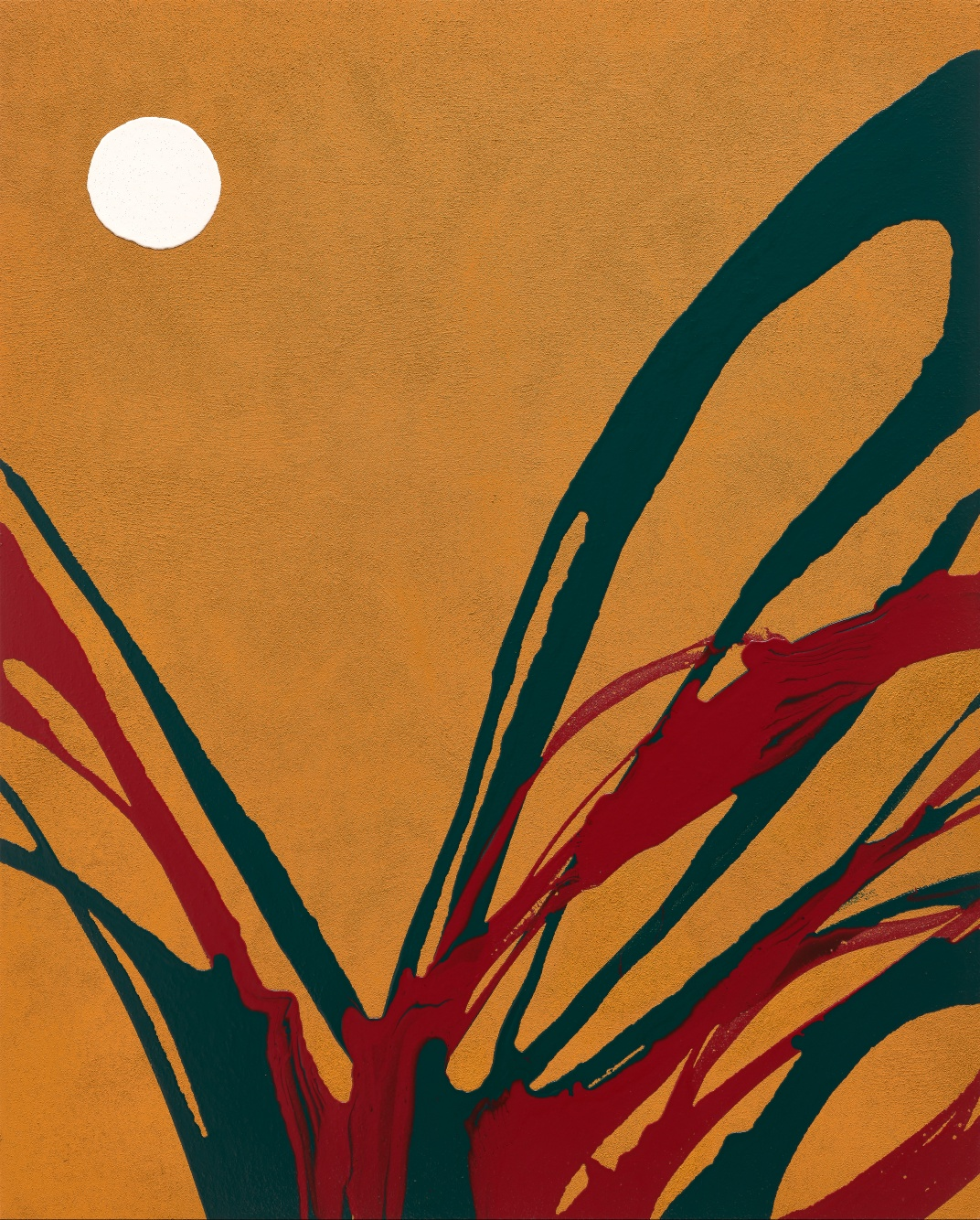
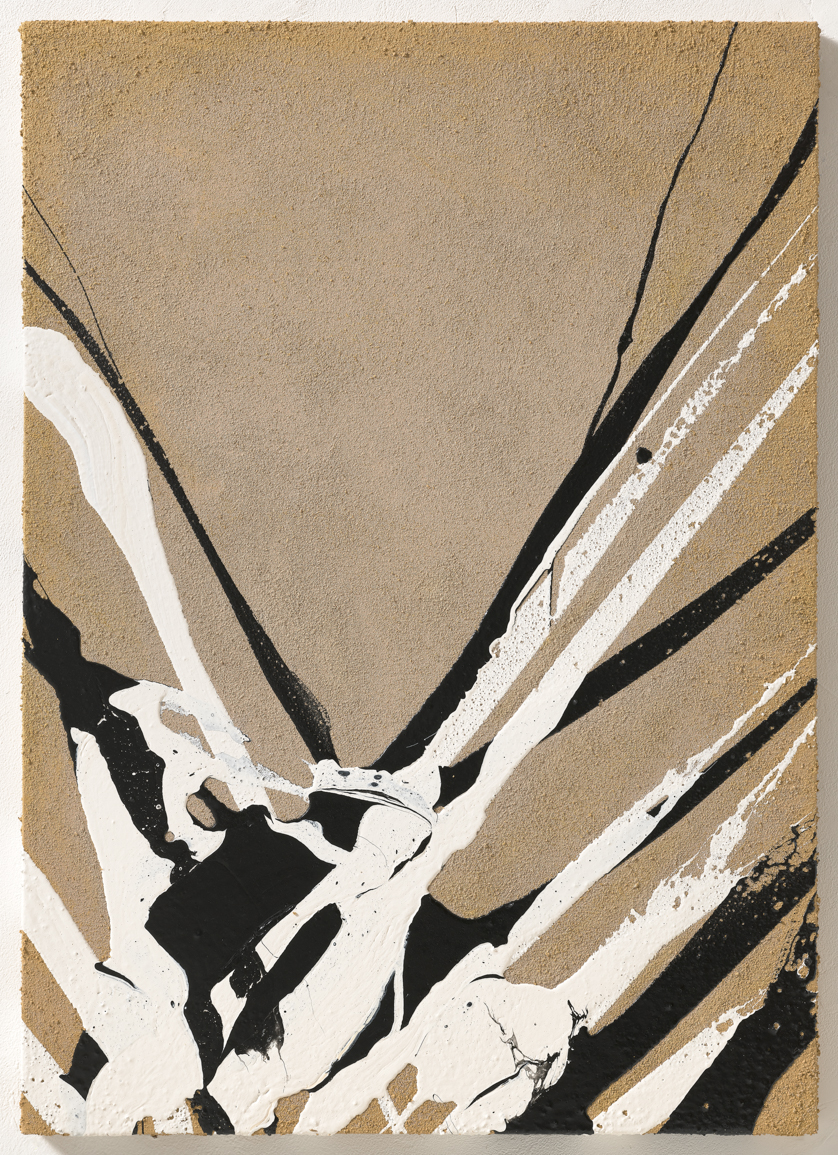

## 논문
- (ISSN 1738-8112) 메타버스 플랫폼의 기술수용이 사용자 만족과 행동의도에 미치는 영향: 공연 예술산업의 UTAUT모형을 중심으로, 2024
- (ISSN 1738-5741) 가상현실을 활용한 박물관의 지속가능성에 대한 체계적 문헌고찰, 2024
- Analysis of the Perception of Color Harmony in Makeup between Beauty College students and Workers of the Cosmetics industry, 2017, AIC(Association Internationale de la Couleur)

## 저서
- 팬데믹 시대 멈춰진 시간들의 의미(2021.06.25.)
- 마음에 별 하나 심을 수 있다면(2022.04.03.)
- 언니의 발렌키(2023.03.25.)